# 마천초등학교
마천초등학교는 대한민국 경상남도 함양군 마천면 덕전리에 있는 공립 초등학교이다.

## 학교 연혁
- 1929년 9월 14일 마천공립보통학교 개교(가흥리 540)설립인가 4월 23일
- 1938년 4월 1일 교명 변경[1] (마천공립심상소학교)
- 1941년 4월 1일 교명 변경[2] (마천공립국민학교)
- 1956년 10월 30일 현 위치로 이전
- 1994년 3월 1일 삼정분교장 통합
- 1991년 3월 1일 의탄분교장 본교 관할
- 1996년 3월 1일 마천초등학교로 개칭[3]
- 1997년 3월 1일 등구분교장 본교 관할
- 1999년 3월 1일 의탄분교장, 등구분교장 통합
- 2001년 1월 31일 특별실(컴퓨터실, 과학실, 도서실, 다목적실) 완공
- 2009년 2월 12일 도서실 현대화사업
- 2010년 2월 5일 보건실 현대화 사업
- 2019년 10월 15일 학교현대화 사업(외벽, 담장, 별관동창호, 주차장)
- 2020년 12월 9일 소규모 체육시설 준공
- 2023년 2월 14일 제90회 졸업식(졸업생 4,817명)
- 2023년 3월 1일 제30대 윤정미 교장 취임

## 학교 상징
- 꽃 - 개나리 : 용기와 희망으로 세상을 밝히는 마천어린이
- 나무 - 전나무 : 정직하고 깨끗한 마음을 가꾸는 마천어린이

## 참고 자료
- 마천초등학교 - 한국교육학술정보원 학교알리미